# Atletica leggera ai I Giochi europei
Ai Giochi europei di Baku nel 2015, prima edizione di questo evento, erano presenti gare di atletica leggera, valide sia per i Giochi europei che per la Third League dei campionati europei a squadre. Non hanno preso dunque parte alle gare di atletica leggera le squadre delle nazionali "maggiori".
Inizialmente le gare di atletica leggera non erano incluse nel programma dei Giochi europei, secondo le decisioni della European Athletic Association. In seguito ad una negoziazione tra la federazione e il comitato organizzatore si è giunti, nel febbraio 2014, al compromesso di includere l'atletica leggera nella nona e decima giornata dei Giochi.

## Modalità di svolgimento
Le squadre nazionali di 14 paesi europei, per un totale di circa 600 atleti, sono andate in competizione in 20 discipline dell'atletica leggera maschili e femminili. In aggiunta a queste 14, le squadre di Liechtenstein, San Marino, Monaco e Gibilterra hanno gareggiato in un'unica squadra sotto la bandiera dell'Athletic Association of Small States of Europe. Queste ultime quattro nazioni non sono state incluse nella classifica finale.
Sono stati assegnati dei punteggi che sono stati sommati al fine di ottenere il punteggio totale delle singole nazionali; le medaglie sono state assegnate alle tre nazioni che hanno totalizzato il punteggio complessivo più alto. Non sono state assegnate medaglie ai singoli atleti. Le prime quattro squadre nazionali hanno guadagnato la promozione alla Second League del 2017 dei campionati europei a squadre.
A differenza dei Giochi olimpici, non si sono disputate gare di lunghezza superiore ai 5000 metri e gli atleti di entrambi i sessi hanno preso parte alla gara non olimpica dei 3000 metri piani. Alcune gare (salto in alto e salto con l'asta) non sono state disputate all'interno dello stadio, ma si sono svolte per le strade della città di Baku. Non sono state invece incluse gare di corsa e marcia su strada.

## Nazioni partecipanti
- AASSE[4] (18)
- Albania (15)
- Andorra (23)
- Austria (48)
- Azerbaigian (35)
- Bosnia ed Erzegovina (40)
- Georgia (37)
- Israele (43)
- Lussemburgo (40)
- Macedonia del Nord (30)
- Malta (36)
- Moldavia (29)
- Montenegro (30)
- Slovacchia (48)

## Risultati

### Uomini

#### 100 metri piani
Vento:
Gruppo 1: -0.9 m/s
Gruppo 2: 0.0 m/s
| Class | Gruppo | Nome             | Nazionalità          | Tempo | Note                                     | Punti |
| ----- | ------ | ---------------- | -------------------- | ----- | ---------------------------------------- | ----- |
| 1     | 2      | Tomáš Benko      | Slovacchia           | 10.60 | =                                        | 14    |
| 2     | 2      | Riste Pandev     | Macedonia            | 10.70 | Miglior prestazione personale stagionale | 13    |
| 3     | 2      | Markus Fuchs     | Austria              | 10.74 |                                          | 12    |
| 4     | 2      | Vadim Ryabikhin  | Azerbaigian          | 10.76 |                                          | 11    |
| 5     | 2      | Imri Persiado    | Israele              | 10.78 |                                          | 10    |
| 6     | 2      | Luka Rakić       | Montenegro           | 10.79 |                                          | 9     |
| 7     | 1      | Nika Kartavtsev  | Georgia              | 10.79 | Miglior prestazione personale stagionale | 8     |
| 8     | 2      | Oleg Șochin      | Moldavia             | 11.08 |                                          | 7     |
| 9     | 1      | Luke Bezzina     | Malta                | 11.11 | Miglior prestazione personale stagionale | 6     |
| 10    | 1      | Pol Bidaine      | Lussemburgo          | 11.12 | Miglior prestazione personale            | 5     |
| 11    | 1      | Sait Huseinbašić | Bosnia ed Erzegovina | 11.12 |                                          | 4     |
| 12    | 1      | Mikel de Sa      | Andorra              | 11.52 | Miglior prestazione personale stagionale | 3     |
| 13    | 1      | Jerai Torres     | AASSE ( Gibilterra)  | 11.91 | Miglior prestazione personale stagionale | 2     |
| 14    | 1      | Ardit Rrashi     | Albania              | dq    |                                          | 0     |

#### 200 metri piani
Vento:
Gruppo 1: -0.5 m/s
Gruppo 2: 0.2 m/s
| Class | Gruppo | Nome                 | Nazionalità            | Tempo | Note                                     | Punti |
| ----- | ------ | -------------------- | ---------------------- | ----- | ---------------------------------------- | ----- |
| 1     | 2      | Ján Volko            | Slovacchia             | 21.08 | Miglior prestazione personale            | 14    |
| 2     | 2      | Nika Kartavtsev      | Georgia                | 21.29 | Miglior prestazione personale            | 13    |
| 3     | 2      | Imri Persiado        | Israele                | 21.30 | Miglior prestazione personale            | 12    |
| 4     | 2      | Luka Rakić           | Montenegro             | 21.44 | Record nazionale                         | 11    |
| 5     | 2      | Vadim Ryabikhin      | Azerbaigian            | 21.46 | Miglior prestazione personale stagionale | 10    |
| 6     | 1      | Andrei Daranuţa      | Moldavia               | 21.50 |                                          | 9     |
| 7     | 2      | Riste Pandev         | Macedonia              | 21.67 | Miglior prestazione personale stagionale | 8     |
| 8     | 2      | Ekemini Bassey       | Austria                | 21.71 |                                          | 7     |
| 9     | 1      | Borislav Dragoljević | Bosnia ed Erzegovina   | 22.15 |                                          | 6     |
| 10    | 1      | Luke Bezzina         | Malta                  | 22.40 | Miglior prestazione personale            | 5     |
| 11    | 1      | Mikel de Sa          | Andorra                | 22.94 | Miglior prestazione personale stagionale | 4     |
| 12    | 1      | Lionel Evora         | Lussemburgo            | 23.07 | Miglior prestazione personale            | 3     |
| 13    | 1      | Fabian Haldner       | AASSE ( Liechtenstein) | 23.49 | Miglior prestazione personale stagionale | 2     |
| 14    | 1      | Mario Shestani       | Albania                | dq    |                                          | 0     |

#### 400 metri piani
| Class | Gruppo | Nome                 | Nazionalità            | Tempo | Note                                     | Punti |
| ----- | ------ | -------------------- | ---------------------- | ----- | ---------------------------------------- | ----- |
| 1     | 2      | Donald Sanford       | Israele                | 45.75 | Miglior prestazione personale stagionale | 14    |
| 2     | 2      | Alexandru Babian     | Moldavia               | 47.35 | Miglior prestazione personale            | 13    |
| 3     | 2      | Borislav Dragoljević | Bosnia ed Erzegovina   | 47.89 | Miglior prestazione nazionale under 20   | 12    |
| 4     | 2      | Mario Gebhardt       | Austria                | 47.96 | Miglior prestazione personale            | 11    |
| 5     | 2      | Arif Abbasov         | Azerbaigian            | 48.05 | Miglior prestazione personale            | 10    |
| 6     | 2      | Lukas Privalinec     | Slovacchia             | 48.65 |                                          | 9     |
| 7     | 1      | Endrik Zilbershtein  | Georgia                | 48.67 | Miglior prestazione personale stagionale | 8     |
| 8     | 2      | Astrit Kryeziu       | Albania                | 48.75 | Miglior prestazione personale stagionale | 7     |
| 9     | 1      | Kristijan Efremov    | Macedonia              | 48.94 | Miglior prestazione personale stagionale | 6     |
| 10    | 1      | Reece Dimech         | Malta                  | 49.30 | Miglior prestazione personale stagionale | 5     |
| 11    | 1      | Šćepan Ćetković      | Montenegro             | 49.48 | Miglior prestazione personale            | 4     |
| 12    | 1      | Rick Horsmans        | Lussemburgo            | 50.57 | Miglior prestazione personale            | 3     |
| 13    | 1      | Fabian Haldner       | AASSE ( Liechtenstein) | 51.71 | Miglior prestazione personale stagionale | 2     |
| 14    | 1      | Daniel Maciel        | Andorra                | 56.12 | Miglior prestazione personale            | 1     |

#### 800 metri piani
| Class | Nome                   | Nazionalità          | Tempo   | Note                                     | Punti |
| ----- | ---------------------- | -------------------- | ------- | ---------------------------------------- | ----- |
| 1     | Amel Tuka              | Bosnia ed Erzegovina | 1:50.16 |                                          | 14    |
| 2     | Jozef Repčík           | Slovacchia           | 1:51.51 |                                          | 13    |
| 3     | Ion Siuris             | Moldavia             | 1:51.91 |                                          | 12    |
| 4     | Astrit Kryeziu         | Albania              | 1:52.02 |                                          | 11    |
| 5     | Mokat Petna            | Israele              | 1:52.60 | Miglior prestazione personale stagionale | 10    |
| 6     | Brice Etès             | AASSE ( Monaco)      | 1:52.84 | Miglior prestazione personale stagionale | 9     |
| 7     | Nikolaus Franzmair     | Austria              | 1:53.13 |                                          | 8     |
| 8     | Hakim Ibrahimov        | Azerbaigian          | 1:53.41 | Miglior prestazione personale            | 7     |
| 9     | Pol Moya               | Andorra              | 1:54.88 |                                          | 6     |
| 10    | Temuri Baikievi        | Georgia              | 1:55.50 | Miglior prestazione personale stagionale | 5     |
| 11    | Ben Bertemes           | Lussemburgo          | 1:56.09 |                                          | 4     |
| 12    | Matthew Croker         | Malta                | 1:56.89 | Miglior prestazione personale            | 3     |
| 13    | Goran Ivanović         | Montenegro           | 1:58.74 | Miglior prestazione personale stagionale | 2     |
| 14    | Aleksandar Stojanovski | Macedonia            | 2:00.60 | Miglior prestazione personale stagionale | 1     |

#### 1500 metri piani
| Class | Nome             | Nazionalità          | Tempo   | Note                                     | Punti |
| ----- | ---------------- | -------------------- | ------- | ---------------------------------------- | ----- |
| 1     | Hayle İbrahimov  | Azerbaigian          | 3:49.69 | Miglior prestazione personale stagionale | 14    |
| 2     | Jozef Pelikán    | Slovacchia           | 3:51.07 |                                          | 13    |
| 3     | Andreas Vojta    | Austria              | 3:51.28 |                                          | 12    |
| 4     | Ion Siuris       | Moldavia             | 3:51.52 |                                          | 11    |
| 5     | Dušan Babić      | Bosnia ed Erzegovina | 3:52.09 |                                          | 10    |
| 6     | Girmaw Amare     | Israele              | 3:55.47 |                                          | 9     |
| 7     | Bob Bertemes     | Lussemburgo          | 3:55.66 |                                          | 8     |
| 8     | Joe Guerra       | AASSE ( San Marino)  | 3:58.53 |                                          | 7     |
| 9     | Goran Ivanović   | Montenegro           | 4:03.00 | Miglior prestazione personale stagionale | 6     |
| 10    | Pol Moya         | Andorra              | 4:04.55 | Miglior prestazione personale            | 5     |
| 11    | Simon Spiteri    | Malta                | 4:07.73 | Miglior prestazione personale            | 4     |
| 12    | Tengiz Gvinjilia | Georgia              | 4:08.95 | Miglior prestazione personale stagionale | 3     |
| 13    | Ilija Pajmakoski | Macedonia            | 4:11.05 | Miglior prestazione personale            | 2     |
| 14    | Edison Muço      | Albania              | dq      |                                          | 0     |

#### 3000 metri piani
| Class | Nome                 | Nazionalità          | Tempo    | Note                                     | Punti |
| ----- | -------------------- | -------------------- | -------- | ---------------------------------------- | ----- |
| 1     | Hayle İbrahimov      | Azerbaigian          | 7:54.14  | Miglior prestazione personale stagionale | 14    |
| 2     | Brenton Rowe         | Austria              | 8:05.62  | Miglior prestazione personale stagionale | 13    |
| 3     | Roman Prodius        | Moldavia             | 8:06.34  | Miglior prestazione personale            | 12    |
| 4     | Pol Mellina          | Lussemburgo          | 8:20.74  |                                          | 11    |
| 5     | Jozef Pelikán        | Slovacchia           | 8:24.29  | Miglior prestazione personale stagionale | 10    |
| 6     | Girmaw Amare         | Israele              | 8:26.07  |                                          | 9     |
| 7     | Joe Guerra           | AASSE ( San Marino)  | 8:47.94  | Miglior prestazione personale            | 8     |
| 8     | Dario Mangion        | Malta                | 8:53.75  | Miglior prestazione personale            | 7     |
| 9     | Stefan Ćuković       | Bosnia ed Erzegovina | 8:53.93  |                                          | 6     |
| 10    | Daviti Kharazishvili | Georgia              | 9:01.04  | Miglior prestazione personale stagionale | 5     |
| 11    | Manuel Fernandes     | Andorra              | 9:02.65  | Miglior prestazione personale stagionale | 4     |
| 12    | Kokan Ajanovski      | Macedonia            | 9:15.12  | Miglior prestazione personale            | 3     |
| 13    | Ilir Kellezi         | Albania              | 9:27.12  | Miglior prestazione personale            | 2     |
| 14    | Marko Đurović        | Montenegro           | 10:14.35 | Miglior prestazione personale            | 1     |

#### 5000 metri piani
| Class | Nome                 | Nazionalità          | Tempo    | Note                                     | Punti |
| ----- | -------------------- | -------------------- | -------- | ---------------------------------------- | ----- |
| 1     | Hayle İbrahimov      | Azerbaigian          | 14:02.16 |                                          | 14    |
| 2     | Roman Prodius        | Moldavia             | 14:21.42 | Miglior prestazione personale            | 13    |
| 3     | Aimeru Almeya        | Israele              | 14:38.96 |                                          | 12    |
| 4     | Valentin Pfeil       | Austria              | 14:54.66 | Miglior prestazione personale stagionale | 11    |
| 5     | Juraj Vitko          | Slovacchia           | 14:56.08 | Miglior prestazione personale stagionale | 10    |
| 6     | Jorgo Mino           | Albania              | 15:14.00 | Miglior prestazione personale            | 9     |
| 7     | Gigla Zilbershtein   | Georgia              | 15:20.30 | Miglior prestazione personale            | 8     |
| 8     | Andrew Grech         | Malta                | 15:21.13 | Miglior prestazione personale            | 7     |
| 9     | Christophe Kass      | Lussemburgo          | 15:25.21 | Miglior prestazione personale            | 6     |
| 10    | Manuel Fernandes     | Andorra              | 15:29.56 | Miglior prestazione personale            | 5     |
| 11    | Milosh Ranchikj      | Macedonia            | 16:09.60 | Miglior prestazione personale            | 4     |
| 12    | Dragoljub Koprivnica | Montenegro           | 16:17.57 | Miglior prestazione personale            | 3     |
| 13    | Srđan Samardžić      | Bosnia ed Erzegovina | 16:36.42 | Miglior prestazione personale            | 2     |

#### 3000 metri siepi
| Class | Nome                  | Nazionalità          | Tempo    | Note                                     | Punti |
| ----- | --------------------- | -------------------- | -------- | ---------------------------------------- | ----- |
| 1     | Nicolai Gorbusco      | Moldavia             | 8:49.83  | Miglior prestazione personale            | 14    |
| 2     | Christian Steinhammer | Austria              | 8:53.98  |                                          | 13    |
| 3     | Osman Junuzović       | Bosnia ed Erzegovina | 8:54.55  | Miglior prestazione personale            | 12    |
| 4     | Noam Ne'eman          | Israele              | 9:13.64  |                                          | 11    |
| 5     | Jorgo Mino            | Albania              | 9:20.44  | Miglior prestazione personale stagionale | 10    |
| 6     | Jeiran Khoperia       | Georgia              | 9:26.03  | Miglior prestazione personale            | 9     |
| 7     | Alexander Jablokov    | Slovacchia           | 9:26.23  | Miglior prestazione personale            | 8     |
| 8     | Mark Herrera          | Malta                | 9:41.26  |                                          | 7     |
| 9     | Asaf Mehdiyev         | Azerbaigian          | 9:46.39  | Miglior prestazione personale stagionale | 6     |
| 10    | Josep Sansa           | Andorra              | 9:50.06  |                                          | 5     |
| 11    | Luc Scheller          | Lussemburgo          | 9:52.72  | Miglior prestazione personale            | 4     |
| 12    | Ilija Pajmakoski      | Macedonia            | 10:26.92 | Miglior prestazione personale            | 3     |
| 13    | Goran Petrić          | Montenegro           | 11:10.32 | Miglior prestazione personale            | 2     |

#### 110 metri ostacoli
Vento:
Gruppo 1: +0.1 m/s
Gruppo 2: +0.2 m/s
| Class | Gruppo | Nome                   | Nazionalità          | Tempo | Note                                     | Punti |
| ----- | ------ | ---------------------- | -------------------- | ----- | ---------------------------------------- | ----- |
| 1     | 2      | Dominik Siedlaczek     | Austria              | 14.07 | Miglior prestazione personale            | 14    |
| 2     | 2      | Rahib Mammadov         | Azerbaigian          | 14.22 | Miglior prestazione personale stagionale | 13    |
| 3     | 2      | Mahir Kurtalić         | Bosnia ed Erzegovina | 14.43 | Miglior prestazione personale            | 12    |
| 4     | 2      | Claude Godart          | Lussemburgo          | 14.49 | Miglior prestazione personale stagionale | 11    |
| 5     | 2      | Tomer Almogy           | Israele              | 14.66 | Miglior prestazione personale stagionale | 10    |
| 6     | 2      | Alexandru Crușelnițchi | Moldavia             | 14.88 |                                          | 9     |
| 7     | 1      | Temo Tsiramua          | Georgia              | 16.07 | Miglior prestazione personale            | 8     |
| 8     | 2      | Jakub Bottlík          | Slovacchia           | 16.41 | Miglior prestazione personale            | 7     |
| 9     | 1      | Aleksandar Taneski     | Macedonia            | 17.01 | Miglior prestazione personale            | 6     |
| 10    | 1      | Leonard Sangra         | Andorra              | 18.74 | Miglior prestazione personale            | 5     |
| -     | 2      | Darko Pešić            | Montenegro           | DNF   |                                          | 0     |
| -     | 1      | Bradley Mifsud         | Malta                | dns   |                                          | 0     |
| -     | 1      | Matteo Mosconi         | AASSE ( San Marino)  | dns   |                                          | 0     |

#### 400 metri ostacoli
| Class | Gruppo | Nome                  | Nazionalità          | Tempo   | Note                                     | Punti |
| ----- | ------ | --------------------- | -------------------- | ------- | ---------------------------------------- | ----- |
| 1     | 2      | Martin Kučera         | Slovacchia           | 50.70   |                                          | 14    |
| 2     | 2      | Thomas Kain           | Austria              | 51.15   | Miglior prestazione personale stagionale | 13    |
| 3     | 2      | Maor Szeged           | Israele              | 52.18   | Miglior prestazione personale stagionale | 12    |
| 4     | 2      | Andrei Daranuta       | Moldavia             | 52.89   | Miglior prestazione personale            | 11    |
| 5     | 1      | Rusmir Malkočević     | Bosnia ed Erzegovina | 53.59   | Miglior prestazione personale            | 10    |
| 6     | 1      | Andrea Ercolani Volta | AASSE ( San Marino)  | 53.70   | Record nazionale                         | 9     |
| 7     | 2      | Jacques Frisch        | Lussemburgo          | 53.89   | Miglior prestazione personale stagionale | 8     |
| 8     | 2      | Ibrahim Akhmedov      | Azerbaigian          | 53.92   | Miglior prestazione personale stagionale | 7     |
| 9     | 1      | Dragan Pešić          | Montenegro           | 55.91   | Miglior prestazione personale            | 6     |
| 10    | 2      | Denis Zhvania         | Georgia              | 56.47   | Miglior prestazione personale stagionale | 5     |
| 11    | 1      | Aleksandar Taneski    | Macedonia            | 1:03.97 | Miglior prestazione personale            | 4     |
| 12    | 1      | Josep Sansa           | Andorra              | 1:04.17 | Miglior prestazione personale stagionale | 3     |
| -     | 1      | Neil Brimmer          | Malta                | dns     |                                          | 0     |

#### Staffetta 4×100 metri
| Class | Gruppo | Nazione                                   | Atleti                                                                    | Tempo | Note             | Punti |
| ----- | ------ | ----------------------------------------- | ------------------------------------------------------------------------- | ----- | ---------------- | ----- |
| 1     | 2      | Israele                                   | Amir Hamidulin, Dayan Aviv, Amit Cohen, Imri Persiado                     | 40.25 |                  | 14    |
| 2     | 2      | Austria                                   | Christoph Haslauer, Markus Fuchs, Benjamin Grill, Ekemini Bassey          | 40.36 |                  | 13    |
| 3     | 2      | Slovacchia                                | Denis Danac, Roman Turcani, Ján Volko, Tomáš Benko                        | 40.80 |                  | 12    |
| 4     | 1      | Montenegro                                | Luka Rakić, Bogić Vojvodić, Šćepan Ćetković, Blagota Petrićević           | 41.12 | Record nazionale | 11    |
| 5     | 2      | Azerbaigian                               | Kamran Asgarov, Vadim Ryabikhin, Valentin Bulychov, Rahib Mammadov        | 41.25 |                  | 10    |
| 6     | 1      | Georgia                                   | Giorgi Azarashvili, Ludvik Zilbershtein, Nika Kartavtsev, Bachana Khorava | 41.35 |                  | 9     |
| 7     | 2      | Moldavia                                  | Oleg Șochin, Andrei Daranuţa, Andrei Doibani, Andrei Sturmilov            | 41.56 |                  | 8     |
| 8     | 2      | Bosnia ed Erzegovina                      | Dejan Rašeta, Borislav Dragoljević, Nikola Brkić, Sait Huseinbašić        | 41.85 |                  | 7     |
| 9     | 2      | Lussemburgo                               | Lionel Evora, Yoann Bebon, Olivier Boussong, Pol Bidaine                  | 42.54 |                  | 6     |
| 10    | 1      | Andorra                                   | Leonard Sangra, Miquel Vilchez, Mikel de Sa, Moises Miret                 | 43.23 | Record nazionale | 5     |
| 11    | 1      | AASSE Gibilterra Liechtenstein San Marino | Sean Collado, Jerai Torres, Fabian Haldner, Andrea Ercolani Volta         | 43.85 |                  | 4     |
| -     | 1      | Albania                                   | Izmir Smajlaj, Mario Shestani, Edison Muço, Ardit Rrashi                  | dq    |                  | 0     |
| -     | 1      | Malta                                     | Julian Mifsud, Rachid Chouhal, Luke Bezzina, Lauran Dimech                | dq    |                  | 0     |

#### Staffetta 4×400 metri
| Class | Gruppo | Nazione                                   | Atleti                                                                                     | Tempo   | Note | Punti |
| ----- | ------ | ----------------------------------------- | ------------------------------------------------------------------------------------------ | ------- | ---- | ----- |
| 1     | 2      | Slovacchia                                | Lukáš Privalinec, Jozef Repčík, Denis Danac, Martin Kučera                                 | 3:08.80 |      | 14    |
| 2     | 2      | Bosnia ed Erzegovina                      | Rusmir Malkočević, Semir Avdić, Borislav Dragoljević, Amel Tuka                            | 3:10.50 |      | 13    |
| 3     | 2      | Israele                                   | Donald Blair Sanford, Maor Seged, Aviv Dayan, Hai Cohen                                    | 3:11.09 |      | 12    |
| 4     | 2      | Azerbaigian                               | Vadim Ryabikhn, Arif Abbasov, Elmir Jabrayilov, Hakim Ibrahimov                            | 3:11.18 |      | 11    |
| 5     | 2      | Moldavia                                  | Andrei Sturmilov, Bogdan Lusmanschi, Andrei Daranuta, Alexandru Babian                     | 3:11.47 |      | 10    |
| 6     | 1      | Georgia                                   | Bachana Khorava, Soso Gogodze, Endrik Zilbershtein, Nika Kartavtsevi                       | 3:15.49 |      | 9     |
| 7     | 2      | Austria                                   | Dominik Hufnagl, Gunther Matzinger, Thomas Peter Kain, Mario Gebhardt                      | 3:17.37 |      | 8     |
| 8     | 1      | Montenegro                                | Srđan Marić, Dragan Pešić, Milan Nikolić, Šćepan Ćetković                                  | 3:19.87 |      | 7     |
| 9     | 2      | Lussemburgo                               | Rick Horsmans, Jacques Frisch, Charel Gaspar, Tom Scholer                                  | 3:20.04 |      | 6     |
| 10    | 1      | Malta                                     | Neil Brimmer, Matthew John Croker, Simon Spiteri, Reece Dimech Alexander                   | 3:20.54 |      | 5     |
| 11    | 1      | Macedonia                                 | Slave Koevski, Aleksandar Taneski, Aleksandar Stojanovski, Kristian Efremov                | 3:31.12 |      | 4     |
| 12    | 1      | Andorra                                   | Miquel Vilchez Vendrell, Pol Moya Betriu, Daniel Augusto Maciel Barbosa, Mikel De Sa Gomes | 3:36.47 |      | 3     |
|       | 1      | Albania                                   | Mario Shestani, Jorgo Mino, Edison Muco, Astrit Kryeziu                                    | dns     |      | 0     |
|       | 1      | AASSE Liechtenstein Gibilterra San Marino | Fabian Haldner, Jerai Torres, Sean Collado, Andrea Ercolani Volta                          | dns     |      | 0     |

#### Salto in alto
| Class | Nome                      | Nazionalità          | 1.60 | 1.75 | 1.90 | 1.95 | 2.00 | 2.04 | 2.08 | 2.12 | 2.15 | 2.18 | 2.20 | 2.22 | 2.24 | 2.26 | 2.29 | Mark | Note                                     | Punti |
| ----- | ------------------------- | -------------------- | ---- | ---- | ---- | ---- | ---- | ---- | ---- | ---- | ---- | ---- | ---- | ---- | ---- | ---- | ---- | ---- | ---------------------------------------- | ----- |
| 1     | Matúš Bubeník             | Slovacchia           | –    | –    | –    | –    | o    | –    | o    | o    | o    | o    | x–   | o    | xx–  | o    | x    | 2.26 | Miglior prestazione personale stagionale | 14    |
| 2     | Andrei Mîtîcov            | Moldavia             | –    | –    | –    | –    | o    | –    | o    | o    | o    | –    | o    | x–   | xo   | xx   |      | 2.24 | =                                        | 13    |
| 3     | Dmitry Kroyter            | Israele              | –    | –    | –    | –    | o    | –    | xo   | xo   | o    | o    | o    | xx   |      |      |      | 2.20 | =                                        | 12    |
| 4     | Zurab Gogochuri           | Georgia              | –    | –    | –    | –    | –    | o    | –    | o    | o    | –    | x–   | xx   |      |      |      | 2.15 | =                                        | 11    |
| 5     | Josip Kopic               | Austria              | –    | –    | –    | o    | o    | xo   | xxo  | o    | o    | x    |      |      |      |      |      | 2.15 | =                                        | 10    |
| 6     | Eugenio Rossi             | AASSE ( San Marino)  | –    | –    | –    | –    | o    | o    | o    | xxo  | xo   | –    | –    | x    |      |      |      | 2.15 |                                          | 9     |
| 7     | Azar Ahmadov              | Azerbaigian          | –    | –    | o    | –    | o    | o    | o    | xxx  |      |      |      |      |      |      |      | 2.08 | Miglior prestazione personale            | 8     |
| 8     | Charel Gaspar             | Lussemburgo          | –    | o    | o    | o    | o    | xo   | xxx  |      |      |      |      |      |      |      |      | 2.04 | Miglior prestazione personale            | 7     |
| 9     | Samir Hodžić              | Bosnia ed Erzegovina | –    | o    | xo   | xo   | xx   |      |      |      |      |      |      |      |      |      |      | 1.95 |                                          | 6     |
| 10    | Andrew Cassar Torreggiani | Malta                | o    | o    | xxx  |      |      |      |      |      |      |      |      |      |      |      |      | 1.75 | Miglior prestazione personale            | 4     |
| 10    | Moises Miret              | Andorra              | o    | o    | xxx  |      |      |      |      |      |      |      |      |      |      |      |      | 1.75 | Miglior prestazione personale            | 4     |
| 10    | Dragan Pešić              | Montenegro           | –    | o    | xxx  |      |      |      |      |      |      |      |      |      |      |      |      | 1.75 |                                          | 4     |
| 13    | Jovanche Jankovski        | Macedonia            | xo   | xr   | xxx  |      |      |      |      |      |      |      |      |      |      |      |      | 1.60 | Miglior prestazione personale stagionale | 2     |

#### Salto con l'asta
| Class | Nome                   | Nazionalità          | 2.50 | 3.00 | 3.50 | 4.00 | 4.20 | 4.35 | 4.50 | 4.60 | 4.70 | 4.80 | 4.85 | 4.90 | 4.95 | 5.00 | 5.05 | 5.10 | 5.15 | 5.20 | 5.25 | Mark | Note                                     | Punti |
| ----- | ---------------------- | -------------------- | ---- | ---- | ---- | ---- | ---- | ---- | ---- | ---- | ---- | ---- | ---- | ---- | ---- | ---- | ---- | ---- | ---- | ---- | ---- | ---- | ---------------------------------------- | ----- |
| 1     | Ján Zmoray             | Slovacchia           | –    | –    | –    | –    | –    | o    | –    | xo   | –    | o    | –    | –    | –    | o    | –    | xo   | xo   | x    |      | 5.15 | Miglior prestazione personale            | 14    |
| 2     | Paul Kilbertus         | Austria              | –    | –    | –    | –    | –    | –    | –    | –    | xo   | o    | –    | –    | –    | o    | –    | o    | x–   | xx   | x    | 5.10 | =                                        | 13    |
| 3     | Etamar Bhastekar       | Israele              | –    | –    | –    | –    | –    | –    | –    | –    | –    | o    | –    | o    | –    | o    | –    | x–   | xx   |      |      | 5.00 |                                          | 12    |
| 4     | Sébastien Hoffelt      | Lussemburgo          | –    | –    | –    | –    | –    | –    | –    | –    | o    | –    | –    | xxx  |      |      |      |      |      |      |      | 4.70 |                                          | 11    |
| 5     | Miquel Vilchez         | Andorra              | –    | –    | –    | –    | –    | –    | xo   | –    | o    | xxx  |      |      |      |      |      |      |      |      |      | 4.70 | =                                        | 10    |
| 6     | Stanislav Gheorghioglo | Moldavia             | –    | –    | –    | –    | –    | xxo  | –    | xo   | r    |      |      |      |      |      |      |      |      |      |      | 4.60 |                                          | 9     |
| 7     | Darko Pešić            | Montenegro           | –    | –    | –    | xo   | xo   | o    | xr   |      |      |      |      |      |      |      |      |      |      |      |      | 4.35 | Miglior prestazione personale stagionale | 8     |
| 8     | Goran Pejić            | Bosnia ed Erzegovina | –    | –    | o    | xxx  |      |      |      |      |      |      |      |      |      |      |      |      |      |      |      | 3.50 | Miglior prestazione personale stagionale | 7     |
| 9     | Giorgi Gureshidze      | Georgia              | –    | o    | xo   | xxx  |      |      |      |      |      |      |      |      |      |      |      |      |      |      |      | 3.50 | Miglior prestazione personale            | 6     |
| 10    | Clayton Sheldon        | Malta                | o    | o    | xxx  |      |      |      |      |      |      |      |      |      |      |      |      |      |      |      |      | 3.00 | Miglior prestazione personale            | 5     |
| 11    | Shimshak Alizada       | Azerbaigian          | –    | –    | xxx  |      |      |      |      |      |      |      |      |      |      |      |      |      |      |      |      | nm   |                                          | 0     |

#### Salto in lungo
| Class | Nome                 | Nazionalità          | #1   | #2   | #3   | #4   | Mark | Note                                     | Punti |
| ----- | -------------------- | -------------------- | ---- | ---- | ---- | ---- | ---- | ---------------------------------------- | ----- |
| 1     | Bachana Khorava      | Georgia              | 7.31 | 7.49 | 7.64 | 6.97 | 7.64 |                                          | 14    |
| 2     | Izmir Smajlaj        | Albania              | 7.40 | 7.52 | x    | 5.78 | 7.52 | Miglior prestazione personale stagionale | 13    |
| 3     | Dominik Distelberger | Austria              | x    | x    | 7.30 | x    | 7.30 | Miglior prestazione personale stagionale | 12    |
| 4     | Gilron Tsabkevich    | Israele              | 6.87 | 7.07 | 7.16 | 7.14 | 7.16 |                                          | 11    |
| 5     | Ian Paul Grech       | Malta                | x    | 7.13 | x    |      | 7.13 | Miglior prestazione personale            | 10    |
| 6     | Tomáš Veszelka       | Slovacchia           | x    | x    | 7.01 |      | 7.01 |                                          | 9     |
| 7     | Murad Ibadullayev    | Azerbaigian          | 6.71 | 6.59 | 6.99 |      | 6.99 |                                          | 8     |
| 8     | Darko Pešić          | Montenegro           | 6.82 | 6.94 | 6.91 |      | 6.94 | Miglior prestazione personale stagionale | 7     |
| 9     | Yoann Bebon          | Lussemburgo          | 6.81 | 6.58 | 6.25 |      | 6.81 |                                          | 6     |
| 10    | Federico Gorrieri    | AASSE ( San Marino)  | 6.79 | 6.57 | x    |      | 6.79 |                                          | 5     |
| 11    | Nikola Brkić         | Bosnia ed Erzegovina | 6.76 | x    | 6.53 |      | 6.76 | Miglior prestazione personale stagionale | 4     |
| 12    | Slavcho Mirchevski   | Macedonia            | x    | x    | 6.66 |      | 6.66 | Miglior prestazione personale stagionale | 3     |
| 13    | Alexandr Cuharenco   | Moldavia             | 6.48 | 6.30 | –    |      | 6.48 | Miglior prestazione personale stagionale | 2     |
| 14    | Moises Miret         | Andorra              | 5.14 | 5.86 | 5.19 |      | 5.86 | Miglior prestazione personale            | 1     |

#### Salto triplo
| Class | Nome               | Nazionalità          | #1    | #2    | #3    | #4    | Mark  | Note                                     | Punti |
| ----- | ------------------ | -------------------- | ----- | ----- | ----- | ----- | ----- | ---------------------------------------- | ----- |
| 1     | Nazim Babayev      | Azerbaigian          | 15.97 | x     | x     | 16.38 | 16.38 |                                          | 14    |
| 2     | Vladimir Letnicov  | Moldavia             | x     | 16.24 | x     | 16.34 | 16.34 | =                                        | 13    |
| 3     | Tom Yakubov        | Israele              | 15.43 | 15.87 | 15.75 | 15.73 | 15.87 |                                          | 12    |
| 4     | Lasha Torgvaidze   | Georgia              | 15.67 | 15.80 | 15.57 | x     | 15.80 |                                          | 11    |
| 5     | Izmir Smajlaj      | Albania              | 12.68 | x     | 15.38 |       | 15.38 | Miglior prestazione personale stagionale | 10    |
| 6     | Martin Koch        | Slovacchia           | 15.38 | x     | x     |       | 15.38 | Miglior prestazione personale stagionale | 9     |
| 7     | Roman Schmied      | Austria              | 14.18 | 15.22 | 14.86 |       | 15.22 |                                          | 8     |
| 8     | Ian Paul Grech     | Malta                | x     | 14.22 | 14.15 |       | 14.22 | Miglior prestazione personale            | 7     |
| 9     | Blagota Petrićević | Montenegro           | 13.88 | x     | r     |       | 13.88 | Miglior prestazione personale            | 6     |
| 10    | Federico Gorrieri  | AASSE ( San Marino)  | 13.58 | 13.26 | 13.54 |       | 13.58 | Miglior prestazione personale stagionale | 5     |
| 11    | Anes Hodžić        | Bosnia ed Erzegovina | 13.30 | 12.91 | 13.51 |       | 13.51 |                                          | 4     |
| 12    | Ben Kiffer         | Lussemburgo          | 13.18 | 12.88 | 11.80 |       | 13.18 | Miglior prestazione personale            | 3     |
| 13    | Moises Miret       | Andorra              | 11.57 | x     | 11.85 |       | 11.85 | Miglior prestazione personale            | 2     |
| -     | Slavcho Mirchevski | Macedonia            |       |       |       |       | nm    |                                          | 0     |

#### Getto del peso
| Class | Nome                | Nazionalità            | #1    | #2    | #3    | #4    | Mark  | Note                                     | Punti |
| ----- | ------------------- | ---------------------- | ----- | ----- | ----- | ----- | ----- | ---------------------------------------- | ----- |
| 1     | Hamza Alić          | Bosnia ed Erzegovina   | x     | 20.26 | x     | x     | 20.26 |                                          | 14    |
| 2     | Ivan Emilianov      | Moldavia               | 18.76 | 18.54 | 18.60 | x     | 18.76 |                                          | 13    |
| 3     | Lukas Weißhaidinger | Austria                | 18.48 | x     | 18.43 | 18.47 | 18.48 |                                          | 12    |
| 4     | Bob Bertemes        | Lussemburgo            | 17.93 | x     | x     | x     | 17.93 |                                          | 11    |
| 5     | Matúš Olej          | Slovacchia             | 16.90 | 17.61 | 17.47 |       | 17.61 | Miglior prestazione personale stagionale | 10    |
| 6     | Tomaš Djurović      | Montenegro             | 17.57 | x     | x     |       | 17.57 |                                          | 9     |
| 7     | Itamar Levi         | Israele                | x     | 16.73 | 17.23 |       | 17.23 |                                          | 8     |
| 8     | Tofig Mammadov      | Azerbaigian            | 15.45 | 16.71 | x     |       | 16.71 | Miglior prestazione personale            | 7     |
| 9     | Adriatik Hoxha      | Albania                | 14.60 | –     | –     |       | 14.60 | Miglior prestazione personale stagionale | 6     |
| 10    | Lawrence Ransley    | Malta                  | 13.79 | 13.46 | 13.68 |       | 13.79 | Miglior prestazione personale stagionale | 5     |
| 11    | Goga Tchikhvaria    | Georgia                | 12.19 | x     | 12.50 |       | 12.50 | Miglior prestazione personale            | 4     |
| 12    | Marjan Nojkovski    | Macedonia              | x     | x     | 12.31 |       | 12.31 | Miglior prestazione personale stagionale | 3     |
| 13    | Unai Olea Perez     | Andorra                | 10.86 | x     | 10.87 |       | 10.87 | Miglior prestazione personale stagionale | 2     |
| -     | Simon Hasler        | AASSE ( Liechtenstein) |       |       |       |       | dns   |                                          |       |

#### Lancio del disco
| Class | Nome                 | Nazionalità          | #1    | #2    | #3    | #4    | Mark  | Note                                     | Punti |
| ----- | -------------------- | -------------------- | ----- | ----- | ----- | ----- | ----- | ---------------------------------------- | ----- |
| 1     | Gerhard Mayer        | Austria              | x     | 59.48 | 56.85 | x     | 59.48 |                                          | 14    |
| 2     | Nicolai Ceban        | Moldavia             | 53.95 | 53.77 | 53.46 | x     | 53.95 |                                          | 13    |
| 3     | Kemal Mešić          | Bosnia ed Erzegovina | 46.45 | 50.26 | 49.78 | 49.31 | 50.26 | Miglior prestazione personale stagionale | 12    |
| 4     | Itamar Levi          | Israele              | 48.50 | x     | 50.13 | 48.14 | 50.13 | Miglior prestazione personale stagionale | 11    |
| 5     | Tomaš Djurović       | Montenegro           | 47.16 | 49.01 | 49.42 |       | 49.42 | Miglior prestazione personale stagionale | 10    |
| 6     | Sven Forster         | Lussemburgo          | x     | 48.54 | x     |       | 48.54 |                                          | 9     |
| 7     | Matúš Olej           | Slovacchia           | 46.08 | x     | 47.54 |       | 47.54 | Miglior prestazione personale stagionale | 8     |
| 8     | Ilia Martkoplishvili | Georgia              | x     | 45.61 | 43.35 |       | 45.61 | Miglior prestazione personale stagionale | 7     |
| 9     | Ismail Aliyev        | Azerbaigian          | x     | x     | 41.59 |       | 41.59 | Miglior prestazione personale            | 6     |
| 10    | Mario Mifsud         | Malta                | 39.97 | x     | 38.90 |       | 39.97 | Miglior prestazione personale stagionale | 5     |
| 11    | Stefan Stefanovski   | Macedonia            | x     | 37.26 | 37.93 |       | 37.93 | Miglior prestazione personale            | 4     |
| 12    | Unai Olea Perez      | Andorra              | 36.40 | 37.58 | 37.31 |       | 37.58 | Miglior prestazione personale            | 3     |
| -     | Adriatik Hoxha       | Albania              |       |       |       |       | dns   |                                          |       |

#### Lancio del martello
| Class | Nome             | Nazionalità          | #1    | #2    | #3    | #4    | Mark  | Note                                     | Punti |
| ----- | ---------------- | -------------------- | ----- | ----- | ----- | ----- | ----- | ---------------------------------------- | ----- |
| 1     | Marcel Lomnický  | Slovacchia           | 69.21 | 75.41 | 75.21 | x     | 75.41 |                                          | 14    |
| 2     | Serghei Marghiev | Moldavia             | x     | 72.35 | 73.09 | 72.47 | 73.09 |                                          | 13    |
| 3     | Benjamin Siart   | Austria              | 55.25 | 54.21 | 56.77 | x     | 56.77 |                                          | 12    |
| 4     | Goga Tchikhvaria | Georgia              | x     | 55.72 | 56.73 |       | 56.73 | Miglior prestazione personale            | 11    |
| 5     | Viktor Zaginaiko | Israele              | x     | x     | 56.14 |       | 56.14 | Miglior prestazione personale stagionale | 10    |
| 6     | Steve Tonizzo    | Lussemburgo          | 45.97 | x     | 49.65 |       | 49.65 | Miglior prestazione personale stagionale | 9     |
| 7     | Rachid Chouhal   | Malta                | x     | 40.89 | x     |       | 40.89 |                                          | 8     |
| 8     | Borko Poznanović | Montenegro           | x     | 38.22 | 37.03 |       | 38.22 |                                          | 7     |
| 9     | Zlatan Šeranić   | Bosnia ed Erzegovina | 36.93 | x     | x     |       | 36.93 | Miglior prestazione personale stagionale | 6     |
| 10    | Rodrigo Llados   | Andorra              | x     | 35.36 | 35.72 |       | 35.72 | Miglior prestazione personale stagionale | 5     |
| 11    | Dejan Angelovski | Macedonia            | 28.37 | 30.83 | x     |       | 30.83 | Miglior prestazione personale            | 4     |
| -     | Dzmitry Marshin  | Azerbaigian          | 69.37 | 72.79 | 67.54 | 71.67 | dq    |                                          | 0     |

#### Lancio del giavellotto
| Class | Nome                | Nazionalità          | #1    | #2    | #3    | #4    | Mark  | Note                                     | Punti |
| ----- | ------------------- | -------------------- | ----- | ----- | ----- | ----- | ----- | ---------------------------------------- | ----- |
| 1     | Patrik Žeňúch       | Slovacchia           | 74.89 | x     | 71.33 | 72.14 | 74.89 |                                          | 14    |
| 2     | Rostom Chincharauli | Georgia              | x     | x     | 71.32 | 69.99 | 71.32 | Miglior prestazione personale stagionale | 13    |
| 3     | Alan Ferber         | Israele              | 70.01 | 68.51 | 69.28 | 70.18 | 70.18 |                                          | 12    |
| 4     | Adrian Mardari      | Moldavia             | x     | 64.48 | 64.95 | x     | 64.95 |                                          | 11    |
| 5     | Matthias Kaserer    | Austria              | 64.07 | 64.56 | 64.24 |       | 64.56 |                                          | 10    |
| 6     | Antoine Wagner      | Lussemburgo          | 61.36 | 63.18 | 61.94 |       | 63.18 |                                          | 9     |
| 7     | Bradley Mifsud      | Malta                | 62.67 | 60.02 | x     |       | 62.67 | Miglior prestazione nazionale under 20   | 8     |
| 8     | Dejan Mileusnić     | Bosnia ed Erzegovina | 58.86 | 62.57 | –     |       | 62.57 |                                          | 7     |
| 9     | Nikola Zindović     | Montenegro           | 56.61 | 58.15 | 58.59 |       | 58.59 |                                          | 6     |
| 10    | Dejan Angelovski    | Macedonia            | 48.14 | 49.16 | 52.66 |       | 52.66 | Miglior prestazione personale stagionale | 5     |
| 11    | Orxan Qasimov       | Azerbaigian          | 49.35 | 48.45 | 50.07 |       | 50.07 | Miglior prestazione personale stagionale | 4     |
| 12    | Rodrigo Llados      | Andorra              | 35.84 | x     | 33.03 |       | 35.84 | Miglior prestazione personale            | 3     |
| -     | Albert Marashi      | Albania              |       |       |       |       | dns   |                                          |       |

### Donne

#### 100 metri piani
Vento:
Gruppo 1: -0.4 m/s
Gruppo 2: 0.3 m/s
| Class | Gruppo | Nome                | Nazionalità          | Tempo | Note                                     | Punti |
| ----- | ------ | ------------------- | -------------------- | ----- | ---------------------------------------- | ----- |
| 1     | 2      | Olga Lenskiy        | Israele              | 11.61 |                                          | 14    |
| 2     | 2      | Charlotte Wingfield | Malta                | 11.69 | Miglior prestazione personale            | 13    |
| 3     | 2      | Lenka Kršáková      | Slovacchia           | 11.76 |                                          | 12    |
| 4     | 2      | Viola Kleiser       | Austria              | 11.95 |                                          | 11    |
| 5     | 2      | Tiffany Tshilumba   | Lussemburgo          | 12.03 | Miglior prestazione personale stagionale | 10    |
| 6     | 2      | Valeriya Balyanina  | Azerbaigian          | 12.07 |                                          | 9     |
| 7     | 2      | Alina Cravcenco     | Moldavia             | 12.26 |                                          | 8     |
| 8     | 1      | Cristina Llovera    | Andorra              | 12.34 | Miglior prestazione personale            | 7     |
| 9     | 1      | Marija Stillo       | Albania              | 12.55 | Miglior prestazione personale            | 6     |
| 10    | 1      | Mariam Bedukadze    | Georgia              | 12.57 | Miglior prestazione personale            | 5     |
| 11    | 1      | Ksenija Kecman      | Bosnia ed Erzegovina | 12.70 | Miglior prestazione personale            | 4     |
| 12    | 1      | Kristina Dubak      | Montenegro           | 12.77 |                                          | 3     |
| 13    | 1      | Valbona Selimi      | Macedonia            | 12.83 |                                          | 2     |
| 14    | 1      | Laura Bevington     | AASSE ( Gibilterra)  | 13.59 |                                          | 1     |

#### 200 metri piani
Vento:
Gruppo 1: -0.9 m/s
Gruppo 2: +0.5 m/s
| Class | Gruppo | Nome                | Nazionalità          | Tempo | Note                          | Punti |
| ----- | ------ | ------------------- | -------------------- | ----- | ----------------------------- | ----- |
| 1     | 2      | Olga Lenskiy        | Israele              | 23.40 |                               | 14    |
| 2     | 2      | Alexandra Bezeková  | Slovacchia           | 23.72 | Miglior prestazione personale | 13    |
| 3     | 2      | Viola Kleiser       | Austria              | 23.85 |                               | 12    |
| 4     | 2      | Charlotte Wingfield | Malta                | 24.32 | Miglior prestazione personale | 11    |
| 5     | 2      | Tiffany Tshilumba   | Lussemburgo          | 24.58 |                               | 10    |
| 6     | 2      | Alina Cravcenco     | Moldavia             | 24.80 |                               | 9     |
| 7     | 2      | Valeriya Balyanina  | Azerbaigian          | 24.81 | Miglior prestazione personale | 8     |
| 8     | 1      | Kanita Bilić        | Bosnia ed Erzegovina | 25.39 |                               | 7     |
| 9     | 1      | Mariam Bedukadze    | Georgia              | 25.55 | Miglior prestazione personale | 6     |
| 10    | 1      | Cristina Llovera    | Andorra              | 25.61 | Miglior prestazione personale | 5     |
| 11    | 1      | Iveta Urshini       | Albania              | 25.89 | Miglior prestazione personale | 4     |
| 12    | 1      | Kristina Dubak      | Montenegro           | 26.25 |                               | 3     |
| 13    | 1      | Drita Isljami       | Macedonia            | 26.27 |                               | 2     |
| 14    | 1      | Zyanne Hook         | AASSE ( Gibilterra)  | 26.61 |                               | 1     |

#### 400 metri piani
| Class | Gruppo | Nome                  | Nazionalità          | Tempo   | Note                                     | Punti |
| ----- | ------ | --------------------- | -------------------- | ------- | ---------------------------------------- | ----- |
| 1     | 2      | Iveta Putálová        | Slovacchia           | 53.07   |                                          | 14    |
| 2     | 2      | Susanne Walli         | Austria              | 53.65   | Miglior prestazione personale            | 13    |
| 3     | 2      | Olesea Cojuhari       | Moldavia             | 54.20   | Miglior prestazione personale stagionale | 12    |
| 4     | 2      | Janet Richard         | Malta                | 55.06   | Miglior prestazione personale stagionale | 11    |
| 5     | 2      | Shafa Mammadova       | Azerbaigian          | 55.97   | Miglior prestazione personale            | 10    |
| 6     | 1      | Milica Ožegović       | Bosnia ed Erzegovina | 56.36   |                                          | 9     |
| 7     | 2      | Dariya Lokshin        | Israele              | 56.84   |                                          | 8     |
| 8     | 1      | Mariam Martinenko     | Georgia              | 58.10   | Miglior prestazione personale            | 7     |
| 9     | 2      | Tamara Krumlovsky     | Lussemburgo          | 58.56   |                                          | 6     |
| 10    | 1      | Frosina Risteska      | Macedonia            | 58.90   |                                          | 5     |
| 11    | 1      | Bruxhilda Qosja       | Albania              | 1:01.07 |                                          | 4     |
| 12    | 1      | Zyanne Hook           | AASSE ( Gibilterra)  | 1:01.24 |                                          | 3     |
| 13    | 1      | Ivana Sinđić          | Montenegro           | 1:04.38 |                                          | 2     |
| 14    | 1      | Maria Morato Canabate | Andorra              | 1:07.92 |                                          | 1     |

#### 800 metri piani
| Class | Nome                | Nazionalità            | Tempo   | Note                                     | Punti |
| ----- | ------------------- | ---------------------- | ------- | ---------------------------------------- | ----- |
| 1     | Charline Mathias    | Lussemburgo            | 2:01.77 |                                          | 14    |
| 2     | Luiza Gega          | Albania                | 2:02.36 |                                          | 13    |
| 3     | Anastasiya Komarova | Azerbaigian            | 2:02.50 | Miglior prestazione personale            | 12    |
| 4     | Carina Schrempf     | Austria                | 2:05.55 |                                          | 11    |
| 5     | Paula Habovštiaková | Slovacchia             | 2:07.67 | Miglior prestazione personale stagionale | 10    |
| 6     | Vergilia Rotaru     | Moldavia               | 2:08.67 | Miglior prestazione personale            | 9     |
| 7     | Vladana Gavranović  | Bosnia ed Erzegovina   | 2:09.45 | Miglior prestazione personale stagionale | 8     |
| 8     | Shanie Landen       | Israele                | 2:10.36 |                                          | 7     |
| 9     | Francesca Borg      | Malta                  | 2:14.21 |                                          | 6     |
| 10    | Tinatin Papuashvili | Georgia                | 2:15.33 | Miglior prestazione personale            | 5     |
| 11    | Laia Isus Vilaprino | Andorra                | 2:20.75 | Miglior prestazione personale            | 4     |
| 12    | Jovana Đurović      | Montenegro             | 2:29.07 |                                          | 3     |
| 13    | Sermedie Latifova   | Macedonia              | 2:30.27 |                                          | 2     |
| 14    | Olivia Bissegger    | AASSE ( Liechtenstein) | 2:30.64 |                                          | 1     |

#### 1500 metri piani
| Class | Nome                 | Nazionalità            | Tempo   | Note                                     | Punti |
| ----- | -------------------- | ---------------------- | ------- | ---------------------------------------- | ----- |
| 1     | Luiza Gega           | Albania                | 4:11.58 |                                          | 14    |
| 2     | Maor Tiyouri         | Israele                | 4:26.86 | Miglior prestazione personale            | 13    |
| 3     | Martine Nobili       | Lussemburgo            | 4:27.46 |                                          | 12    |
| 4     | Elisabeth Niedereder | Austria                | 4:29.23 |                                          | 11    |
| 5     | Paula Habovštiaková  | Slovacchia             | 4:30.17 |                                          | 10    |
| 6     | Vladana Gavranović   | Bosnia ed Erzegovina   | 4:34.32 |                                          | 9     |
| 7     | Tinatin Papuashvili  | Georgia                | 4:42.20 | Miglior prestazione personale            | 8     |
| 8     | Laia Isus Vilaprino  | Andorra                | 4:46.10 | Miglior prestazione personale            | 7     |
| 9     | Iuliana Tcaciova     | Moldavia               | 4:48.70 |                                          | 6     |
| 10    | Mona Lisa Camilleri  | Malta                  | 4:53.17 |                                          | 5     |
| 11    | Lidija Todorović     | Montenegro             | 5:03.39 | Miglior prestazione personale stagionale | 4     |
| 12    | Marija Stojanovska   | Macedonia              | 5:04.28 |                                          | 3     |
| 13    | Olivia Bissegger     | AASSE ( Liechtenstein) | 5:05.26 |                                          | 2     |
|       | Chaltu Beji          | Azerbaigian            | dq      |                                          | 0     |

#### 3000 metri piani
| Class | Nome                 | Nazionalità          | Tempo    | Note                                     | Punti |
| ----- | -------------------- | -------------------- | -------- | ---------------------------------------- | ----- |
| 1     | Jennifer Wenth       | Austria              | 9:11.98  |                                          | 14    |
| 2     | Maor Tiyouri         | Israele              | 9:32.11  | Miglior prestazione personale            | 13    |
| 3     | Bontu Megersa        | Azerbaigian          | 9:42.14  |                                          | 12    |
| 4     | Lucia Kimani         | Bosnia ed Erzegovina | 9:55.34  | Miglior prestazione personale stagionale | 11    |
| 5     | Ľubomíra Maníková    | Slovacchia           | 9:57.89  | Miglior prestazione personale stagionale | 10    |
| 6     | Slađana Perunović    | Montenegro           | 9:58.75  |                                          | 9     |
| 7     | Vera Hoffmann        | Lussemburgo          | 10:01.50 | Miglior prestazione personale            | 8     |
| 8     | Natalia Clipca       | Moldavia             | 10:29.19 |                                          | 7     |
| 9     | Lisa Marie Bezzina   | Malta                | 10:42.32 | Miglior prestazione personale            | 6     |
| 10    | Alison Edwards       | AASSE ( Gibilterra)  | 11:09.54 |                                          | 5     |
| 11    | Silvia Felipo Sune   | Andorra              | 11:31.43 |                                          | 4     |
| 12    | Adrijana Pop Arsova  | Macedonia            | 12:07.81 |                                          | 3     |
| 13    | Lidia Berdzenishvili | Georgia              | 12:38.68 |                                          | 2     |

#### 5000 metri piani
| Class | Nome                | Nazionalità          | Tempo    | Note                                     | Punti |
| ----- | ------------------- | -------------------- | -------- | ---------------------------------------- | ----- |
| 1     | Anita Baierl        | Austria              | 16:33.09 |                                          | 14    |
| 2     | Bontu Megersa       | Azerbaigian          | 16:44.57 |                                          | 13    |
| 3     | Lucia Kimani        | Bosnia ed Erzegovina | 16:47.13 | Miglior prestazione personale stagionale | 12    |
| 4     | Katarína Berešová   | Slovacchia           | 16:52.06 |                                          | 11    |
| 5     | Martine Mellina     | Lussemburgo          | 17:16.14 |                                          | 10    |
| 6     | Azaunt Taka         | Israele              | 17:29.30 |                                          | 9     |
| 7     | Slađana Perunović   | Montenegro           | 17:43.40 |                                          | 8     |
| 8     | Giuli Dekanadze     | Georgia              | 18:25.46 |                                          | 7     |
| 9     | Giselle Camilleri   | Malta                | 19:14.66 | Miglior prestazione personale            | 6     |
| 10    | Alison Edwards      | AASSE ( Gibilterra)  | 19:22.69 |                                          | 5     |
| 11    | Adrijana Pop Arsova | Macedonia            | 21:45.63 |                                          | 4     |
|       | Natalia Cerches     | Moldavia             | DNF      |                                          | 0     |
|       | Silvia Felipo Sune  | Andorra              | dns      |                                          | 0     |

#### 3000 metri siepi
| Class | Nome                | Nazionalità          | Tempo    | Note                                     | Punti |
| ----- | ------------------- | -------------------- | -------- | ---------------------------------------- | ----- |
| 1     | Olesea Smovjenco    | Moldavia             | 10:55.61 | Miglior prestazione personale            | 14    |
| 2     | Rahima Zukić        | Bosnia ed Erzegovina | 10:59.76 |                                          | 13    |
| 3     | Danna Levin         | Israele              | 11:02.57 | Miglior prestazione personale stagionale | 12    |
| 4     | Stefanie Huber      | Austria              | 11:09.22 |                                          | 11    |
| 5     | Katarína Belová     | Slovacchia           | 11:11.34 |                                          | 10    |
| 6     | Giuli Dekanadze     | Georgia              | 11:23.18 |                                          | 9     |
| 7     | Mona Lisa Camilleri | Malta                | 11:28.28 | Miglior prestazione personale            | 8     |
| 8     | Liz Weiler          | Lussemburgo          | 11:41.55 | Miglior prestazione personale            | 7     |
| 9     | Lidija Todorović    | Montenegro           | 12:28.10 |                                          | 6     |
|       | Marija Stojanovska  | Macedonia            | dns      |                                          | 0     |
|       | Chaltu Beji         | Azerbaigian          | dq       |                                          | 0     |

#### 100 metri ostacoli
Vento:
Gruppo 1: -0.5 m/s
Gruppo 2: 0.0 m/s
| Class | Gruppo | Nome                     | Nazionalità          | Tempo | Note                                     | Punti |
| ----- | ------ | ------------------------ | -------------------- | ----- | ---------------------------------------- | ----- |
| 1     | 2      | Beate Schrott            | Austria              | 13.18 |                                          | 14    |
| 2     | 2      | Lucia Mokrášová          | Slovacchia           | 13.92 | Miglior prestazione personale stagionale | 13    |
| 3     | 2      | Gorana Cvijetić          | Bosnia ed Erzegovina | 14.11 | Miglior prestazione personale stagionale | 12    |
| 4     | 2      | Victoria Rausch          | Lussemburgo          | 14.19 |                                          | 11    |
| 5     | 2      | Maya Aviezer             | Israele              | 14.21 |                                          | 10    |
| 6     | 2      | Yekaterina Sokolova      | Azerbaigian          | 14.42 |                                          | 9     |
| 7     | 2      | Anna Berghii             | Moldavia             | 14.95 |                                          | 8     |
| 8     | 1      | Rebecca Anne Fitz        | Malta                | 16.37 |                                          | 7     |
| 9     | 1      | Ljiljana Matović         | Montenegro           | 16.90 |                                          | 6     |
| 10    | 1      | Ivona Dimitrieska        | Macedonia            | 17.70 |                                          | 5     |
| 11    | 1      | Ainara Revuelta Pellicer | Andorra              | 18.72 | Miglior prestazione personale            | 4     |
|       | 2      | Maiko Gogoladze          | Georgia              | dns   |                                          | 0     |

#### 400 metri ostacoli
| Class | Gruppo | Nome                     | Nazionalità          | Tempo   | Note | Punti |
| ----- | ------ | ------------------------ | -------------------- | ------- | ---- | ----- |
| 1     | 2      | Verena Menapace          | Austria              | 58.94   |      | 14    |
| 2     | 2      | Kim Reuland              | Lussemburgo          | 59.80   |      | 13    |
| 3     | 2      | Andrea Holleyová         | Slovacchia           | 59.81   |      | 12    |
| 4     | 2      | Anna Berghii             | Moldavia             | 59.82   |      | 11    |
| 5     | 2      | Alexsandra Lokshin       | Israele              | 1:01.58 |      | 10    |
| 6     | 2      | Gorana Cvijetić          | Bosnia ed Erzegovina | 1:02.83 |      | 9     |
| 7     | 2      | Drita Isljami            | Macedonia            | 1:03.32 |      | 8     |
| 8     | 1      | Marilyn Grech            | Malta                | 1:04.87 |      | 7     |
| 9     | 1      | Lidiya Salikhova         | Azerbaigian          | 1:06.02 |      | 6     |
| 10    | 1      | Elene Khuskivadze        | Georgia              | 1:07.90 |      | 5     |
| 11    | 1      | Ana Mrvaljević           | Montenegro           | 1:08.48 |      | 4     |
| 12    | 1      | Bruxhilda Qosja          | Albania              | 1:11.54 |      | 3     |
| 13    | 1      | Ainara Revuelta Pellicer | Andorra              | 1:11.72 |      | 2     |

#### Staffetta 4×100 metri
| Class | Gruppo | Nazione              | Atlete                                                                          | Tempo | Note | Punti |
| ----- | ------ | -------------------- | ------------------------------------------------------------------------------- | ----- | ---- | ----- |
| 1     | 2      | Slovacchia           | Lenka Kršáková, Iveta Putálová, Jana Velďáková, Alexandra Bezeková              | 44.92 |      | 14    |
| 2     | 2      | Israele              | Dikla Goldenthal, Olga Lenskiy, Diana Vaisman, Efat Zelikovich                  | 45.23 |      | 13    |
| 3     | 2      | Austria              | Eva-Maria Wimberger, Viola Kleiser, Alexandra Toth, Julia Schwarzinger          | 45.24 |      | 12    |
| 4     | 2      | Azerbaigian          | Yekaterina Sokolova, Yelena Chebanu, Valeriya Balyanina, Alyona Setina          | 46.10 |      | 11    |
| 5     | 1      | Malta                | Sarah Busuttil, Janet Richard, Rachel Fitz, Charlotte Wingfield                 | 46.24 |      | 10    |
| 6     | 2      | Moldavia             | Uliana Busila, Olesea Cojuhari, Alina Bordea, Alina Cravcenco                   | 47.18 |      | 9     |
| 7     | 2      | Bosnia ed Erzegovina | Anja Erceg, Nikolija Stanivuković, Svjetlana Graorac, Ivana Macanović           | 48.17 |      | 8     |
| 8     | 1      | Andorra              | Cristina Llovera, Claudia Guri, Maria Gomez Cabeza, Maria Morato Canabate       | 50.76 |      | 7     |
| 9     | 1      | Montenegro           | Ivana Sinđić, Ana Mrvaljević, Ljiljana Matović, Kristina Dubak                  | 51.17 |      | 6     |
|       | 2      | Lussemburgo          | Lara Marx, Anais Bauer, Laurence Jones, Patrizia Van Der Weken                  | dnf   |      | 0     |
|       | 1      | Albania              | Ana Burda, Iveta Urshini, Bruxhilda Qosja, Marija Stillo                        | dq    |      | 0     |
|       | 1      | Georgia              | Mariam Martinenko, Mariam Badukadze, Mariam Chakabadze, Salome Potskhverashvili | dq    |      | 0     |

#### Staffetta 4×400 metri
| Class | Gruppo | Nazione              | Atlete                                                                                | Tempo   | Note | Punti |
| ----- | ------ | -------------------- | ------------------------------------------------------------------------------------- | ------- | ---- | ----- |
| 1     | 2      | Slovacchia           | Sylvia Šalgovičová, Iveta Putálová, Alexandra Štuková, Alexandra Bezeková             | 3:35.03 |      | 14    |
| 2     | 2      | Austria              | Julia Schwarzinger, Susanne Walli, Verena Menapace, Carina Schrempf                   | 3:37.51 |      | 13    |
| 3     | 2      | Moldavia             | Alina Bordea, Vergilia Rotaru, Anna Berghii, Olesea Cojuhari                          | 3:41.94 |      | 12    |
| 4     | 2      | Lussemburgo          | Tamara Krumlovsky, Charline Mathias, Martine Nobili, Kim Reuland                      | 3:44.13 |      | 11    |
| 5     | 2      | Azerbaigian          | Shafa Mammadova, Adila Mammadli, Zakiyya Hasanova, Anastasiya Komarova                | 3:44.40 |      | 10    |
| 6     | 1      | Malta                | Ylenia Pace, Francesca Borg, Charlene Attard, Janet Richard                           | 3:47.93 |      | 9     |
| 7     | 2      | Bosnia ed Erzegovina | Ivana Macanović, Kanita Bilić, Vladana Gavranović, Milica Ožegović                    | 3:51.13 |      | 8     |
| 8     | 1      | Georgia              | Mariam Martinenko, Mariam Badukadze, Mariam Chakaberia, Elene Khuskivadze             | 3:59.02 |      | 7     |
| 9     | 1      | Macedonia            | Vera Urdarevska, Sermedie Latifova, Drita Isljami, Frosina Risteska                   | 4:00.81 |      | 6     |
| 10    | 1      | Andorra              | Cristina Llovera, Ainara Revuelta Pellicer, Maria Gomez Cabeza, Maria Morato Canabate | 4:17.57 |      | 5     |
|       | 2      | Israele              | Alexsandra Lokshin, Dariya Lokshin, Margareta Pogorelov, Shanie Landen                | dq      |      | 0     |
|       | 1      | Montenegro           | Lidija Todorović, Ivana Sinđić, Ana Mrvaljević, Slađana Perunović                     | dq      |      | 0     |

#### Salto in alto
| Class | Nome                  | Nazionalità          | 1.40 | 1.50 | 1.60 | 1.65 | 1.70 | 1.74 | 1.78 | 1.81 | 1.84 | 1.86 | 1.88 | Mark | Note                                     | Punti |
| ----- | --------------------- | -------------------- | ---- | ---- | ---- | ---- | ---- | ---- | ---- | ---- | ---- | ---- | ---- | ---- | ---------------------------------------- | ----- |
| 1     | Marija Vukovic        | Montenegro           | –    | –    | –    | o    | o    | o    | o    | xxo  | xo   | o    | x    | 1.86 |                                          | 14    |
| 2     | Valentina Liashenko   | Georgia              | –    | –    | –    | –    | o    | o    | o    | o    | o    | xxx  |      | 1.84 | Miglior prestazione personale stagionale | 13    |
| 3     | Ma'ayan Furman-Shahaf | Israele              | –    | –    | –    | –    | o    | o    | o    | xo   | xo   | x–   | x    | 1.84 |                                          | 12    |
| 4     | Mladena Petrušić      | Bosnia ed Erzegovina | –    | –    | o    | o    | o    | xo   | o    | xxx  |      |      |      | 1.78 | =                                        | 11    |
| 5     | Elodie Tshilumba      | Lussemburgo          | –    | –    | –    | –    | o    | o    | xo   | xxx  |      |      |      | 1.78 | Miglior prestazione personale stagionale | 10    |
| =6    | Claudia Guri Moreno   | Andorra              | –    | o    | o    | o    | xxo  | o    | xx   |      |      |      |      | 1.74 | Miglior prestazione personale            | 8.5   |
| =6    | Zuzana Karaffová      | Slovacchia           | –    | o    | o    | o    | xxo  | o    | xx   |      |      |      |      | 1.74 |                                          | 8.5   |
| 8     | Nina Luyer            | Austria              | –    | o    | o    | o    | o    | xxx  |      |      |      |      |      | 1.70 |                                          | 7     |
| 9     | Ilona Salyamova       | Azerbaigian          | –    | o    | o    | xxo  | xx   |      |      |      |      |      |      | 1.65 |                                          | 6     |
| 10    | Ana Modnicov          | Moldavia             | o    | o    | o    | xxx  |      |      |      |      |      |      |      | 1.60 |                                          | 5     |
| 11    | Irena Temova          | Macedonia            | –    | o    | xxx  |      |      |      |      |      |      |      |      | 1.50 |                                          | 4     |
| 12    | Dorianne Micallef     | Malta                | –    | o    | xx   |      |      |      |      |      |      |      |      | 1.50 |                                          | 3     |

#### Salto con l'asta
| Class | Nome                    | Nazionalità         | 2.00 | 2.40 | 2.80 | 3.00 | 3.20 | 3.40 | 3.55 | 3.70 | 3.80 | 3.90 | 4.00 | 4.05 | 4.10 | 4.15 | 4.20 | 4.25 | 4.30 | 4.35 | Mark | Note                                     | Punti |
| ----- | ----------------------- | ------------------- | ---- | ---- | ---- | ---- | ---- | ---- | ---- | ---- | ---- | ---- | ---- | ---- | ---- | ---- | ---- | ---- | ---- | ---- | ---- | ---------------------------------------- | ----- |
| 1     | Kira Grünberg           | Austria             | –    | –    | –    | –    | –    | –    | –    | –    | –    | –    | o    | –    | –    | –    | o    | –    | –    | o    | 4.35 |                                          | 14    |
| 2     | Gina Reuland            | Lussemburgo         | –    | –    | –    | –    | –    | –    | –    | –    | –    | o    | –    | –    | o    | –    | o    | –    | –    | xxx  | 4.20 |                                          | 13    |
| 3     | Olga Dogadko Bronshtein | Israele             | –    | –    | –    | –    | o    | o    | xxo  | xo   | x    |      |      |      |      |      |      |      |      |      | 3.70 | Miglior prestazione personale stagionale | 12    |
| 4     | Yelena Gladkova         | Azerbaigian         | –    | –    | –    | o    | o    | o    | o    | xxo  | xx   |      |      |      |      |      |      |      |      |      | 3.70 | Miglior prestazione personale stagionale | 11    |
| 5     | Anna Hrvolová           | Slovacchia          | –    | –    | –    | o    | o    | o    | xxx  |      |      |      |      |      |      |      |      |      |      |      | 3.40 | =                                        | 10    |
| 6     | Martina Muraccini       | AASSE ( San Marino) | –    | –    | –    | o    | o    | xxx  |      |      |      |      |      |      |      |      |      |      |      |      | 3.20 | Miglior prestazione personale            | 9     |
| 7     | Irina Tverdohlebova     | Moldavia            | –    | –    | o    | o    | xo   | xxx  |      |      |      |      |      |      |      |      |      |      |      |      | 3.20 |                                          | 8     |
| 8     | Diana Zolotukhina       | Georgia             | –    | o    | o    | o    | xxx  |      |      |      |      |      |      |      |      |      |      |      |      |      | 3.00 |                                          | 7     |
| =9    | Maria Gomez Cabeza      | Andorra             | o    | xxx  |      |      |      |      |      |      |      |      |      |      |      |      |      |      |      |      | 2.00 |                                          | 5.5   |
| =9    | Joanne Vella            | Malta               | o    | xxx  |      |      |      |      |      |      |      |      |      |      |      |      |      |      |      |      | 2.00 |                                          | 5.5   |

#### Salto in lungo
| Class | Nome                | Nazionalità          | #1   | #2   | #3   | #4   | Mark | Note                                     | Punti |
| ----- | ------------------- | -------------------- | ---- | ---- | ---- | ---- | ---- | ---------------------------------------- | ----- |
| 1     | Jana Velďáková      | Slovacchia           | 6.21 | 6.18 | x    | 6.68 | 6.68 |                                          | 14    |
| 2     | Rebecca Camilleri   | Malta                | x    | 6.11 | x    | 6.38 | 6.38 | Miglior prestazione personale stagionale | 13    |
| 3     | Sarah Lagger        | Austria              | 5.91 | 5.68 | 5.86 | 6.17 | 6.17 |                                          | 12    |
| 4     | Maiko Gogoladze     | Georgia              | x    | 6.00 | 5.94 | 5.90 | 6.00 |                                          | 11    |
| 5     | Yekaterina Sariyeva | Azerbaigian          | 5.51 | x    | 5.69 |      | 5.69 |                                          | 10    |
| 6     | Natalia Cipilencu   | Moldavia             | 5.53 | 5.43 | 5.64 |      | 5.64 |                                          | 9     |
| 7     | Laurence Jones      | Lussemburgo          | x    | 5.58 | 3.31 |      | 5.58 |                                          | 8     |
| 8     | Tanja Marković      | Bosnia ed Erzegovina | 5.48 | x    | 5.50 |      | 5.50 |                                          | 7     |
| 9     | Martina Miroska     | Macedonia            | 5.13 | 5.25 | 5.45 |      | 5.45 | Miglior prestazione personale            | 6     |
| 10    | Ljiljana Matović    | Montenegro           | 5.30 | x    | x    |      | 5.30 |                                          | 5     |
| 11    | Claudia Guri Moreno | Andorra              | x    | 5.26 | 5.27 |      | 5.27 | Miglior prestazione personale            | 4     |
| 12    | Ana Burda           | Albania              | 5.10 | 5.02 | 4.87 |      | 5.10 |                                          | 3     |
|       | Efat Zelikovich     | Israele              | x    | x    | x    |      | nm   |                                          | 0     |

#### Salto triplo
| Class | Nome                    | Nazionalità          | #1    | #2    | #3    | #4    | Mark  | Note                                     | Punti |
| ----- | ----------------------- | -------------------- | ----- | ----- | ----- | ----- | ----- | ---------------------------------------- | ----- |
| 1     | Hanna Knyazyeva Minenko | Israele              | x     | 14.33 | 14.41 | x     | 14.41 |                                          | 14    |
| 2     | Dana Velďáková          | Slovacchia           | x     | 12.97 | 13.95 | x     | 13.95 | Miglior prestazione personale stagionale | 13    |
| 3     | Yekaterina Sariyeva     | Azerbaigian          | x     | 13.27 | x     | 13.08 | 13.27 |                                          | 12    |
| 4     | Michaela Egger          | Austria              | 13.03 | 12.60 | 12.86 | x     | 13.03 | Miglior prestazione personale stagionale | 11    |
| 5     | Iryna Mykytiuk          | Georgia              | 12.21 | 12.24 | x     |       | 12.24 |                                          | 10    |
| 6     | Natalia Cipilencu       | Moldavia             | x     | x     | 12.15 |       | 12.15 |                                          | 9     |
| 7     | Rebecca Sare            | Malta                | x     | 12.02 | 12.13 |       | 12.13 | Miglior prestazione personale stagionale | 8     |
| 8     | Claudia Guri Moreno     | Andorra              | x     | 11.90 | 11.35 |       | 11.90 | Miglior prestazione personale            | 7     |
| 9     | Melika Kasumović        | Bosnia ed Erzegovina | 11.53 | x     | 11.52 |       | 11.53 |                                          | 6     |
| 10    | Ljiljana Matović        | Montenegro           | 11.08 | 11.37 | x     |       | 11.37 |                                          | 5     |
| 11    | Lara Marx               | Lussemburgo          | 11.25 | 10.67 | 10.88 |       | 11.25 |                                          | 4     |
| 12    | Mateja Efremovska       | Macedonia            | 10.09 | 10.03 | 9.81  |       | 10.09 |                                          | 3     |
|       | Ana Burda               | Albania              |       |       |       |       | dns   |                                          | 0     |

#### Getto del peso
| Class | Nome                 | Nazionalità          | #1    | #2    | #3    | #4    | Mark  | Note                          | Punti |
| ----- | -------------------- | -------------------- | ----- | ----- | ----- | ----- | ----- | ----------------------------- | ----- |
| 1     | Kristina Rakočević   | Montenegro           | 14.85 | 14.73 | x     | 14.73 | 14.85 |                               | 14    |
| 2     | Dimitriana Surdu     | Moldavia             | 13.85 | x     | 14.34 | 14.28 | 14.34 |                               | 13    |
| 3     | Anastasiya Muchkayev | Israele              | 14.16 | 14.30 | x     | x     | 14.30 |                               | 12    |
| 4     | Patrícia Slošárová   | Slovacchia           | 12.99 | 14.18 | 13.91 | x     | 14.18 | Miglior prestazione personale | 11    |
| 5     | Hanna Skydan         | Azerbaigian          | 13.76 | 12.90 | 13.35 |       | 13.76 | Miglior prestazione personale | 10    |
| 6     | Stephanie Krumlovsky | Lussemburgo          | x     | 13.34 | 13.15 |       | 13.34 |                               | 9     |
| 7     | Gorana Tešanović     | Bosnia ed Erzegovina | 12.47 | 12.94 | 11.83 |       | 12.94 |                               | 8     |
| 8     | Veronika Watzek      | Austria              | 12.00 | 12.73 | x     |       | 12.73 |                               | 7     |
| 9     | Sopiko Shatirishvili | Georgia              | 10.40 | 11.07 | 11.45 |       | 11.45 |                               | 6     |
| 10    | Julijana Veljanovska | Macedonia            | 9.95  | 9.26  | x     |       | 9.95  | Miglior prestazione personale | 5     |
| 11    | Antoniella Chouhal   | Malta                | 8.88  | 8.88  | 9.78  |       | 9.78  |                               | 4     |
| 12    | Maria Gomez Cabeza   | Andorra              | x     | 7.41  | 5.44  |       | 7.41  |                               | 3     |

#### Lancio del disco
| Class | Nome                  | Nazionalità            | #1    | #2    | #3    | #4    | Mark  | Note                                     | Punti |
| ----- | --------------------- | ---------------------- | ----- | ----- | ----- | ----- | ----- | ---------------------------------------- | ----- |
| 1     | Natalia Stratulat     | Moldavia               | x     | 55.08 | 53.72 | 50.92 | 55.08 |                                          | 14    |
| 2     | Kristina Rakočević    | Montenegro             | 53.91 | 50.23 | 52.86 | x     | 53.91 | Miglior prestazione personale            | 13    |
| 3     | Hanna Skydan          | Azerbaigian            | 33.28 | 46.88 | 49.50 | 48.42 | 49.50 | Miglior prestazione personale            | 12    |
| 4     | Anastasiya Muchkayev  | Israele                | 48.81 | x     | x     | x     | 48.81 |                                          | 11    |
| 5     | Veronika Watzek       | Austria                | 39.00 | 47.40 | x     |       | 47.40 | Miglior prestazione personale stagionale | 10    |
| 6     | Gorana Tešanović      | Bosnia ed Erzegovina   | 42.22 | 44.14 | 44.70 |       | 44.70 |                                          | 9     |
| 7     | Ivona Tomanová        | Slovacchia             | x     | 40.09 | 42.02 |       | 42.02 |                                          | 8     |
| 8     | Laura Rheinberger     | AASSE ( Liechtenstein) | 30.58 | 34.75 | 35.89 |       | 35.89 | Miglior prestazione personale            | 7     |
| 9     | Tessy Debra           | Lussemburgo            | 26.90 | 33.86 | 31.08 |       | 33.86 | Miglior prestazione personale            | 6     |
| 10    | Julijana Veljanovska  | Macedonia              | 33.16 | 32.50 | 33.50 |       | 33.50 | Miglior prestazione personale            | 5     |
| 11    | Nino Tsikvadze        | Georgia                | 33.38 | 33.28 | x     |       | 33.38 |                                          | 4     |
| 12    | Antoniella Chouhal    | Malta                  | 24.61 | 32.37 | 32.35 |       | 32.37 |                                          | 3     |
| 13    | Elena Villalon Aguado | Andorra                | 20.50 | 21.27 | x     |       | 21.27 |                                          | 2     |
|       | Iveta Urshini         | Albania                |       |       |       |       | dns   |                                          | 0     |

#### Lancio del martello
| Class | Nome                        | Nazionalità          | #1    | #2    | #3    | #4    | Mark  | Note | Punti |
| ----- | --------------------------- | -------------------- | ----- | ----- | ----- | ----- | ----- | ---- | ----- |
| 1     | Martina Hrašnová            | Slovacchia           | 68.94 | 69.31 | 68.83 | 66.61 | 69.31 |      | 14    |
| 2     | Hanna Skydan                | Azerbaigian          | x     | 55.80 | 65.86 | 68.32 | 68.32 |      | 13    |
| 3     | Marina Nikisenko            | Moldavia             | 61.88 | 63.94 | 65.08 | x     | 65.08 |      | 12    |
| 4     | Evgenia Zabolotni-Zagynayko | Israele              | 52.36 | 54.02 | 55.40 | 55.87 | 55.87 |      | 11    |
| 5     | Julia Siart                 | Austria              | 48.59 | 49.20 | 50.35 |       | 50.35 |      | 10    |
| 6     | Stefani Vukajlovic          | Bosnia ed Erzegovina | 49.53 | x     | x     |       | 49.53 |      | 9     |
| 7     | Isabeau Pleimling           | Lussemburgo          | 42.83 | 39.71 | x     |       | 42.83 |      | 8     |
| 8     | Elena Villalon Aguado       | Andorra              | 35.93 | 35.95 | 36.81 |       | 36.81 |      | 7     |
| 9     | Milica Vukadinović          | Montenegro           | 36.21 | 36.18 | 34.83 |       | 36.21 |      | 6     |
| 10    | Antoniella Chouhal          | Malta                | 32.52 | 34.63 | 34.08 |       | 34.63 |      | 5     |
| 11    | Mateja Efremovska           | Macedonia            | 18.41 | r     |       |       | 18.41 |      | 4     |
|       | Nino Tsikvadze              | Georgia              | x     | x     | x     |       | nm    |      | 0     |

#### Lancio del giavellotto
| Class | Nome                  | Nazionalità            | #1    | #2    | #3    | #4    | Mark  | Note                          | Punti |
| ----- | --------------------- | ---------------------- | ----- | ----- | ----- | ----- | ----- | ----------------------------- | ----- |
| 1     | Margaryta Dorozhon    | Israele                | 56.40 | x     | 58.00 | x     | 58.00 |                               | 14    |
| 2     | Elisabeth Eberl       | Austria                | 49.19 | 49.45 | 48.46 | x     | 49.45 |                               | 13    |
| 3     | Mihaela Tacu          | Moldavia               | 44.36 | 44.75 | 46.55 | 45.47 | 46.55 |                               | 12    |
| 4     | Aleksandra Vidović    | Bosnia ed Erzegovina   | 44.79 | 41.06 | 42.31 | 40.35 | 44.79 |                               | 11    |
| 5     | Marija Bogavac        | Montenegro             | 42.17 | 42.87 | 44.54 |       | 44.54 |                               | 10    |
| 6     | Veroniqu Michel       | Lussemburgo            | 37.15 | 40.03 | 43.53 |       | 43.53 | Miglior prestazione personale | 9     |
| 7     | Veronika Ľašová       | Slovacchia             | x     | x     | 40.35 |       | 40.35 |                               | 8     |
| 8     | Lali Kaladze          | Georgia                | 35.11 | 37.71 | 38.75 |       | 38.75 | Miglior prestazione personale | 7     |
| 9     | Joanne Vella          | Malta                  | 36.23 | 37.64 | 34.21 |       | 37.64 |                               | 6     |
| 10    | Irada Aliyeva         | Azerbaigian            | x     | 36.99 | x     |       | 36.99 |                               | 5     |
| 11    | Laura Rheinberger     | AASSE ( Liechtenstein) | 33.09 | 33.13 | x     |       | 33.13 |                               | 4     |
| 12    | Mateja Efremovska     | Macedonia              | 21.07 | 19.83 | 22.04 |       | 22.04 |                               | 3     |
| 13    | Maria Morato Canabate | Andorra                | 16.00 | 17.58 | 16.33 |       | 17.58 |                               | 2     |
|       | Marija Stillo         | Albania                |       |       |       |       | dns   |                               | 0     |

## Tabella dei punteggi
| Gara                     | Gara    | ALB | AND | AAS | AUT | AZE | BIH | GEO | ISR | LUX | MKD | MLT   | MDA | MNE | SVK   |
| ------------------------ | ------- | --- | --- | --- | --- | --- | --- | --- | --- | --- | --- | ----- | --- | --- | ----- |
| 100 metri piani          | M       | 0   | 3   | 2   | 12  | 11  | 4   | 8   | 10  | 5   | 13  | 6     | 7   | 9   | 14    |
| 100 metri piani          | F       | 6   | 7   | 1   | 11  | 9   | 4   | 5   | 14  | 10  | 2   | 13    | 8   | 3   | 12    |
| 200 metri piani          | M       | 0   | 4   | 2   | 7   | 10  | 6   | 13  | 12  | 3   | 8   | 5     | 9   | 11  | 14    |
| 200 metri piani          | F       | 4   | 5   | 1   | 12  | 8   | 7   | 6   | 14  | 10  | 2   | 11    | 9   | 3   | 13    |
| 400 metri piani          | M       | 7   | 1   | 2   | 11  | 10  | 12  | 8   | 14  | 3   | 6   | 5     | 13  | 4   | 9     |
| 400 metri piani          | F       | 4   | 1   | 3   | 13  | 10  | 9   | 7   | 8   | 6   | 5   | 11    | 12  | 2   | 14    |
| 800 metri piani          | M       | 11  | 6   | 9   | 8   | 7   | 14  | 5   | 10  | 4   | 1   | 3     | 12  | 2   | 13    |
| 800 metri piani          | F       | 13  | 4   | 1   | 11  | 12  | 8   | 5   | 7   | 14  | 2   | 6     | 9   | 3   | 10    |
| 1500 metri piani         | M       | 0   | 5   | 7   | 12  | 14  | 10  | 3   | 9   | 8   | 2   | 4     | 11  | 6   | 13    |
| 1500 metri piani         | F       | 14  | 6   | 1   | 11  | 8   | 9   | 7   | 13  | 12  | 2   | 4     | 5   | 3   | 10    |
| 3000 metri piani         | M       | 2   | 4   | 8   | 13  | 14  | 6   | 5   | 9   | 11  | 3   | 7     | 12  | 1   | 10    |
| 3000 metri piani         | F       | 0   | 4   | 5   | 14  | 12  | 11  | 2   | 13  | 8   | 3   | 6     | 7   | 9   | 10    |
| 5000 metri piani         | M       | 9   | 5   | 0   | 11  | 14  | 2   | 8   | 12  | 6   | 4   | 7     | 13  | 3   | 10    |
| 5000 metri piani         | F       | 0   | 0   | 5   | 14  | 13  | 12  | 7   | 9   | 10  | 4   | 6     | 0   | 8   | 11    |
| 3000 metri siepi         | M       | 10  | 5   | 0   | 13  | 6   | 12  | 9   | 11  | 4   | 3   | 7     | 14  | 2   | 8     |
| 3000 metri siepi         | F       | 0   | 0   | 0   | 11  | dq  | 13  | 9   | 12  | 7   | 0   | 8     | 14  | 6   | 10    |
| 110 / 100 metri ostacoli | M       | 0   | 5   | 0   | 14  | 13  | 12  | 8   | 10  | 11  | 6   | 0     | 9   | 0   | 7     |
| 110 / 100 metri ostacoli | F       | 0   | 4   | 0   | 14  | 9   | 12  | 0   | 10  | 11  | 5   | 7     | 8   | 6   | 13    |
| 400 metri ostacoli       | M       | 0   | 3   | 9   | 13  | 7   | 10  | 5   | 12  | 8   | 4   | 0     | 11  | 6   | 14    |
| 400 metri ostacoli       | F       | 3   | 2   | 0   | 14  | 6   | 9   | 5   | 10  | 13  | 8   | 7     | 11  | 4   | 12    |
| Staffetta 4×100 metri    | M       | 0   | 5   | 4   | 13  | 10  | 7   | 9   | 14  | 6   | 0   | 0     | 8   | 11  | 12    |
| Staffetta 4×100 metri    | F       | 0   | 7   | 0   | 12  | 11  | 8   | 0   | 13  | 0   | 0   | 10    | 9   | 6   | 14    |
| Staffetta 4×400 metri    | M       | 0   | 3   | 0   | 8   | 11  | 13  | 9   | 12  | 6   | 4   | 5     | 10  | 7   | 14    |
| Staffetta 4×400 metri    | F       | 0   | 5   | 0   | 13  | 10  | 8   | 7   | 0   | 11  | 6   | 9     | 12  | 0   | 14    |
| Salto in alto            | M       | 0   | 4   | 9   | 10  | 8   | 6   | 11  | 12  | 7   | 2   | 4     | 13  | 4   | 14    |
| Salto in alto            | F       | 0   | 8,5 | 0   | 7   | 6   | 11  | 13  | 12  | 10  | 4   | 3     | 5   | 14  | 8,5   |
| Salto con l'asta         | M       | 0   | 10  | 0   | 13  | 0   | 7   | 6   | 12  | 11  | 0   | 5     | 9   | 8   | 14    |
| Salto con l'asta         | F       | 0   | 5,5 | 9   | 14  | 11  | 0   | 7   | 12  | 13  | 0   | 5,5   | 8   | 0   | 10    |
| Salto in lungo           | M       | 13  | 1   | 5   | 12  | 8   | 4   | 14  | 11  | 6   | 3   | 10    | 2   | 7   | 9     |
| Salto in lungo           | F       | 3   | 4   | 0   | 12  | 10  | 7   | 11  | 0   | 8   | 6   | 13    | 9   | 5   | 14    |
| Salto triplo             | M       | 10  | 2   | 5   | 8   | 14  | 4   | 11  | 12  | 3   | 0   | 7     | 13  | 6   | 9     |
| Salto triplo             | F       | 0   | 7   | 0   | 11  | 12  | 6   | 10  | 14  | 4   | 3   | 8     | 9   | 5   | 13    |
| Getto del peso           | M       | 6   | 2   | 0   | 12  | 7   | 14  | 4   | 8   | 11  | 3   | 5     | 13  | 9   | 10    |
| Getto del peso           | F       | 0   | 3   | 0   | 7   | 10  | 8   | 6   | 12  | 9   | 5   | 4     | 13  | 14  | 11    |
| Lancio del disco         | M       | 0   | 3   | 0   | 14  | 6   | 12  | 7   | 11  | 9   | 4   | 5     | 13  | 10  | 8     |
| Lancio del disco         | F       | 0   | 2   | 7   | 10  | 12  | 9   | 4   | 11  | 6   | 5   | 3     | 14  | 13  | 8     |
| Lancio del martello      | M       | 0   | 5   | 0   | 12  | dq  | 6   | 11  | 10  | 9   | 4   | 8     | 13  | 7   | 14    |
| Lancio del martello      | F       | 0   | 7   | 0   | 10  | 13  | 9   | 0   | 11  | 8   | 4   | 5     | 12  | 6   | 14    |
| Lancio del giavellotto   | M       | 0   | 3   | 0   | 10  | 4   | 7   | 13  | 12  | 9   | 5   | 8     | 11  | 6   | 14    |
| Lancio del giavellotto   | F       | 0   | 2   | 4   | 13  | 5   | 11  | 7   | 14  | 9   | 3   | 6     | 12  | 10  | 8     |
| Nazione                  | Nazione | ALB | AND | AAS | AUT | AZE | BIH | GEO | ISR | LUX | MKD | MLT   | MDA | MNE | SVK   |
| Totale                   | Totale  | 115 | 163 | 100 | 460 | 353 | 338 | 285 | 441 | 319 | 144 | 245,5 | 401 | 243 | 459,5 |

## Podio
| Evento        | Oro | Argento | Bronzo |
| Squadra mista | Austria Anita Baielr Ekemini Bassey Dominik Distelberger Elisabeth Eberl Michaela Egger Nikolaus Franzmair Markus Fuchs Mario Gebhard Benjamin Grill Kira Grünberg Christoph Haslauer Stefanie Huber Ina Huemer Dominik Hufnagl Thomas Kain Matthias Kaserer Julio Kellerer Paul Kilbertus Viola Kleiser Josip Kopic Anita Baielr Sarah Lagger Nina Luyer Pamela Manzerdorfen Gunther Matzinger Gerhard Mayer Verena Menapace Elisabeth Niedereder Valentin Pfeil Verena Preiner Brenton Rowe Roman Schmied Anita Baielr Carina Schrempf Beate Schrott Julia Schwarzinger Benajmin Siart Julia Siart Dominik Siedlaczek Christian Smetana Christian Steinhammer Alexandra Toth Andreas Vojta Susanne Walli Veronika Watzek Lukas Weißhaidinger Jennifer Wenth Eva-Maria Wimberger | Slovacchia Katarína Belová Tomáš Benko Katarína Berešová Alexandra Bezeková Andrej Bician Jakub Bottlík Matúš Bubeník Tomáš Celko Denis Danáč Paula Habovštiaková Andrea Holleyová Martina Hrašnová Anna Hrvolová Alexander Jablokov Zuzana Karaffová Martin Koch Lenka Kršáková Martin Kučera Veronika Lašová Marcel Lomnický Ľubomíra Maníková Jakub Matúš Lucia Mokrašová Matúš Olej Dušan Páleník Jozef Pelikán Michaela Pešková Lukáš Prevalinec Iveta Putálová Jozef Repčík Silvia Šalgovičová Marek Šefránek Lucia Slaničková Patrícia Slosárová Alexandra Šťuková Ivona Tomanová Roman Turčáni Jozef Urban Dana Velďáková Jana Velďáková Tomáš Veszelka Juraj Vitko Ján Volko Monika Weigertová Adam Zavacký Pavol Ženčár Patrik Ženúch Ján Zmoray | Israele Haimro Alame Tomer Almogy Girmaw Amare Maya Aviezer Noa Barlia Itamar Bhastekar Amit Cohen Hai Cohen Aviv Dayan Olga Dogadgo Marharyta Dorozhon Alan Ferber Muket Fetene Dikla Goldenthal Amir Hamidulin Omri Harush Hanna Knyazyeva-Minenko Dmitry Kroytor Shanie Landen Olga Lenskiy Itamar Levi Danna Levin Alexandra Lokshin Dariya Lokshin Anastasya Muchkayev Noam Neeman Imri Persiado Margareta Pogorelov Donald Sanford Maor Seged Ma'ayan Furman-Shahaf Itay Shamir Azaunt Taka Maor Tiyouri Gilron Tsabkevich Diana Vaisman Kristina Vanyushev Tom Yakubov Evgenia Zabolotni Victor Zagynayko Efat Zelikovich |

### Classifica finale
La classifica finale è data dalla somma dei punteggi maschili e femminili. L'AASSE, in quanto raggruppamento di più nazioni, è fuori classifica.
| Posizione | Paese                | Punti |
| --------- | -------------------- | ----- |
| Oro       | Austria              | 460   |
| Argento   | Slovacchia           | 459,5 |
| Bronzo    | Israele              | 441   |
| 4         | Moldavia             | 402   |
| 5         | Azerbaigian          | 361   |
| 6         | Bosnia ed Erzegovina | 337   |
| 7         | Lussemburgo          | 319   |
| 8         | Georgia              | 284   |
| 9         | Malta                | 244,5 |
| 10        | Montenegro           | 242   |
| 11        | Andorra              | 163   |
| 12        | Macedonia del Nord   | 143   |
| 13        | Albania              | 115   |
| -         | AAS                  | 100   |

## Casi doping
L'azera Chaltu Beji, vincitrice dei 3000 m siepi, è stata squalificata ed i suoi punti sono stati annullati poiché, in seguito ad un test anti-doping, è stata trovata la sostanza proibita ostarina.
L'azero Dzmitry Marshin è stato sospeso per quattro a anni dopo un test antidoping e i suoi risultati sono stati cancellati. In seguito alla revisione dei risultati, l'Austria ha superato la Slovacchia nella classifica finale, vincendo l'oro.